# Pribislao I de Mecklemburgo-Parchim
Pribislao I, señor de Parchim-Richenberg (entre el 15 de febrero y 3 de junio de 1224 - después del 12 de febrero de 1275), fue señor de Parchim-Richenberg desde 1238 hasta 1256.
Fue el hijo más joven del príncipe Enrique Borwin II de Mecklemburgo y la princesa Cristina de Suecia (m. después de 20 de mayo de 1248), la hija del rey Sverker II de Suecia. Cuando su padre murió, Pribislao y sus tres hermanos dividieron Mecklemburgo; Pribislao recibió el señorío de Parchim-Richberg. Como aún era menor, su hermano Juan I actuó como su tutor y regente hasta 1238, y fue criado en la corte de Juan I.
Alcanzó la mayoría de edad en 1238 y se trasladó al castillo de Parchim.  Su señorío incluyó los dominios de Parchim (incluyendo Brenz y Rosengarten) y Ture, los bailíos de Plau, Goldberg, Sternberg y Richenberg (cerca de Langen Brütz a orillas del río Warnow). Pronto entró en una disputa fronteriza con el conde de Schwerin, quien lo obligó a entregar Brenz y Neustadt-Glewe.
Después de este conflicto, logró estabilizar la economía de su territorio fundando las ciudades de Goldberg y Sternberg y estimuló a los judíos a asentarse en Parchim. En 1248, otorgó derechos ciudadanos a Goldberg y Sternberg. En 1240, fundó Parchimer Neustadt en la orilla occidental del Elde. En 1246, llevó a miembros de la orden franciscana a Parchim. En 1248, trasladó su residencia al recientemente construido castillo de Richenberg, en el Warnow cerca del pueblo de Kritzow.
Pribislao dos veces entró en disputa con el obispo Rodolfo I de Schwerin, una vez sobre el pago de diezmos y otra cuando Rodolfo construyó un castillo demasiado cerca de la frontera, en Bützow. Pribislao se sintió amenazado por el castillo. Lo quemó y cogió prisionero a Rodolfo y lo encerró en las mazmorras del castillo de Richenberg. Demandó un rescate modesto, que el arzobispado pronto pagó. Rodolfo fue liberado y entonces intentó por todos los medios derrocar a Pribislao. Pribislao fue declarado fuera de la ley y excomulgado. En 1255, Pribislao fue tomado prisionero y entregado a Rodolfo. Fue apartado del poder y su territorio fue dividido entre sus hermanos y su cuñado, el conde de Schwerin. Pribislao marchó al exilio en Pomerania, donde recibió el señorío de Białogard como compensación. Cuando Rodolfo murió en 1262, Pribislao esperaba que él fuera reinstalado, pero sus hermanos rechazaron esto.
En 1270, Pribislao renunció a sus pretensiones a Parchim-Richenberg y regresó a Białogard, donde murió después del 12 de febrero de 1275

## Matrimonios y descendencia
Pribislao se casó dos veces. Su primera mujer fue una hija de Ricardo de Friesack; su segunda esposa fue probablemente una hija del duque Barnim I de Pomerania. Tuvo una hija y un hijo, Pribislao II, quien era señor de Białogard desde 1270 hasta 1316.